# Quế Lâm (xã)
Quế Lâm là một xã thuộc huyện Quế Sơn, tỉnh Quảng Nam, Việt Nam.
Xã Quế Lâm có diện tích 156,65 km², dân số năm 2019 là 2.678 người, mật độ dân số đạt 17 người/km².